# François-Victor Le Tonnelier de Breteuil
Pour les articles homonymes, voir Famille Le Tonnelier de Breteuil et Breteuil.
François-Victor Le Tonnelier de Breteuil (17 avril 1686 - Issy, 7 janvier 1743), marquis de Fontenay-Trésigny, sire de Villebert, seigneur de Breteuil, du Mesnil-Chassemartin, des Chapelles, de Villenevotte et de Palaiseau, baron de Boitron et de Preuilly, est deux fois ministre de la Guerre sous Louis XV. Il est aussi le chancelier garde des sceaux de la Maison de la reine et commandeur, prévôt et grand maître des cérémonies de l'ordre du Saint-Esprit de 1721 à 1743.

## Biographie
Membre de la famille Le Tonnelier de Breteuil, François-Victor est le fils aîné du marquis François Le Tonnelier de Breteuil (1638–1705), conseiller d'État et Intendant des finances du roi Louis XIV, et d'Anne de Calonne de Courtebourne. Il est le frère de Charles-Louis-Auguste Le Tonnelier de Breteuil, grand maître de la Chapelle de la Musique du Roi, puis évêque de Rennes et aussi de Claude Alexandre, capitaine des Gardes du Corps du Roy, tué en duel à Paris le 31/5/1721.
Le blason de cette famille est D'azur, à un épervier essorant d'or longé et grilleté de mesme. (Grand Armorial de France, Beauvaisis, Paris, Orléanais).

### Le protégé du cardinal Dubois

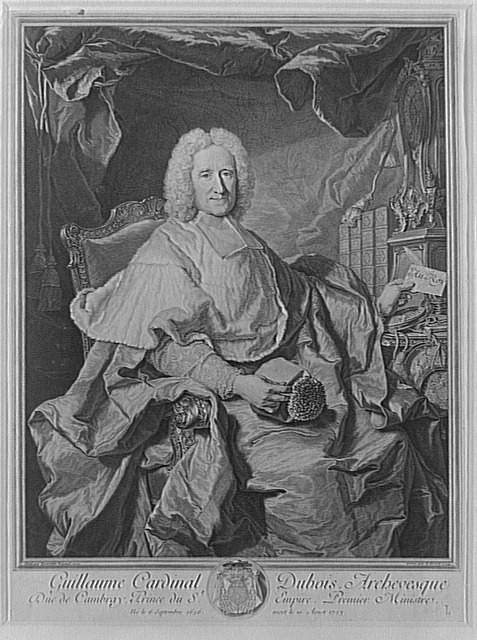
Il est un protégé du cardinal Dubois, sa créature selon certains de ses contemporains.

François-Victor Le Tonnelier de Breteuil est conseiller au parlement de Paris et commissaire de la seconde chambre des requêtes du palais le 5 août 1705. Il n’a que 18 ans, mais le ministre lui accorde ses charges en considération des services rendus par ses pères.
François-Victor Le Tonnelier de Breteuil est nommé maître des requêtes de l’hôtel le 27 février 1712.
Le Tonnelier de Breteuil va être intendant du Limousin, de la Marche et de l’Angoumois de 1718 à 1723. Il est un protégé du cardinal Dubois, membre de cette lignée occitane de grands prélats « semi-libéraux », dont parle Emmanuel Le Roy Ladurie.
François-Victor Le Tonnelier de Breteuil est nommé le 13 juillet 1721, commandeur, prévôt et Maître des Cérémonies de l'ordre du Saint-Esprit et le restera de 1721 à 1743. Par tradition remontant à Guillaume Pot de Rhodes, le prévôt maître des cérémonies faisait ses preuves de noblesse, comme les chevaliers.

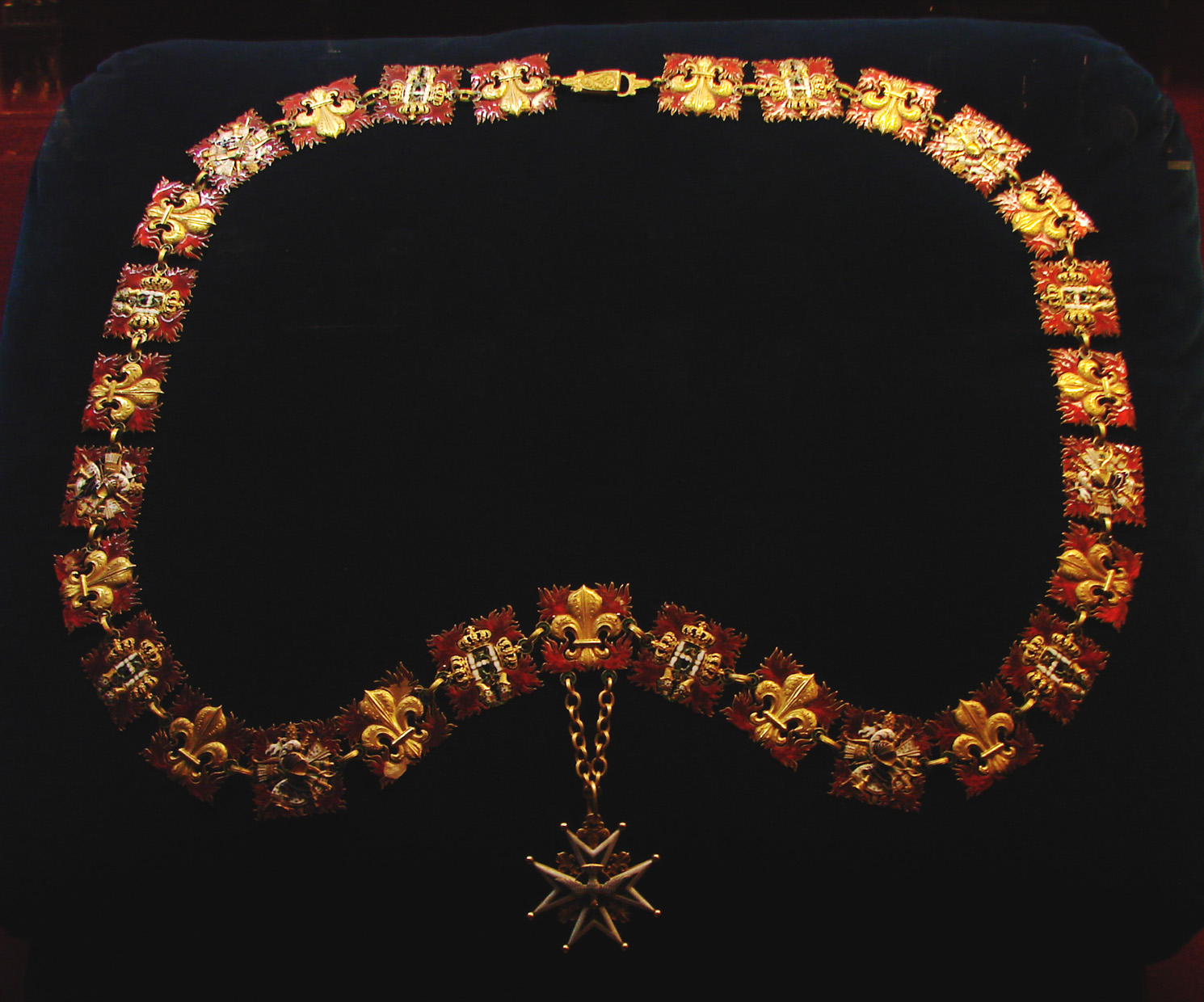
Collier de l'ordre du Saint-Esprit, dont il est commandeur, prévôt et Maître des Cérémonies de 1721 à 1743.

Puis, en juillet 1723, il remplace Claude Le Blanc, pendant sa détention comme secrétaire d'État du département de la guerre du 1er juillet 1723 au 19 juin 1726. Sept secrétaires d'État du département de la guerre au début du XVIIIe siècle seront des intendants de province et plusieurs autres comme eux des civils. Breteuil prête serment entre les mains du roi le 4 juillet 1723 et au conseil tenu au Louvre le 13 août suivant.
D'Aguesseau, Chancelier, et le marquis d'Argenson, ministre et grand chroniqueur de la première partie du règne de Louis XV, écrivent chacun dans leurs œuvres, mais quasiment mot pour mot : « En 1723, M. le Blanc fut déplacé et mis à la Bastille [...] On lui substitua, au ministère de la guerre M. de Breteuil, intendant de Limoges, homme doux et souple, mais d'une ignorance extrême. Tout le monde sait qu'un service très essentiel qu'il rendit au Cardinal Dubois, le mit en place. Il se soutint sous M. le duc, par les complaisances infinies qu'il eut pour les personnes en sa faveur; mais aussitôt que ce prince eut été exilé à Chantilly, il fut obligé de prendre sa retraite et M. Le Blanc rentra en place. ».
Dubois était abbé, non-clerc, depuis 1692. Il entre dans les ordres en 1720 pour être cardinal. Il le sera grâce à Breteuil. Breteuil sera ministre en lieu et place de Le Blanc...
Le cardinal Dubois et le Régent meurent. Breteuil est congédié par le cardinal de Fleury qui lui préfère Claude Le Blanc. Il se démet de ses fonctions le 16 juin 1726. Le roi lui fait une pension de retraite de 10 000 livres. 
À la mort de Claude Le Blanc, en juillet 1728, Le Tonnelier postule à nouveau pour la charge de secrétaire d'État, mais c'est à Nicolas-Prosper Bauyn d'Angervilliers que Fleury confie le portefeuille de la Guerre.

### Chef de famille

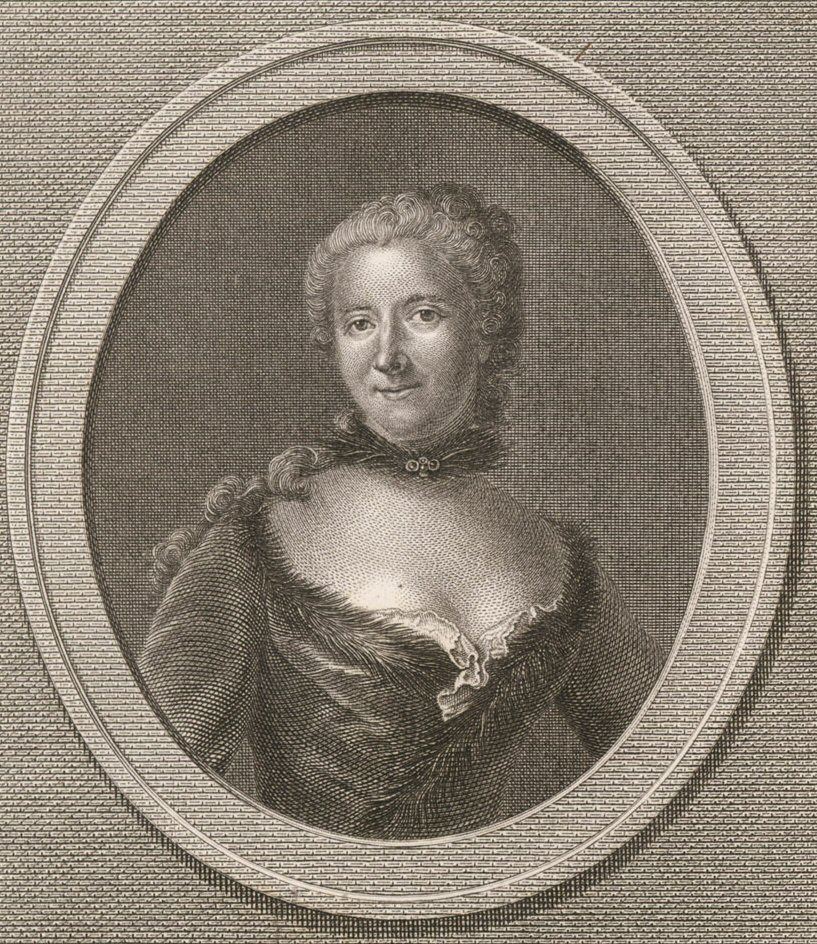
Émilie du Châtelet.

François-Victor Le Tonnelier de Breteuil a favorisé comme ministre de la guerre ses proches, en particulier la belle-famille de sa cousine germaine, Émilie du Châtelet. Par contre, en tant que chef de la Maison de Breteuil, il n’apprécie guère que la fille de son oncle Louis-Nicolas Le Tonnelier, baron de Breteuil devienne en 1734 la maîtresse de Voltaire, qui est pour lui un bourgeois et un provocateur. Juste avant cette liaison, il avait été le parrain de son fils, Victor-Esprit le 11 avril 1733. Il est à cette époque chancelier garde des sceaux de la Maison de la reine depuis le 15 mai 1725.
Le château de Fontenay, propriété des ducs d’Epernon, est vendue aux Breteuil. François-Victor Le Tonnelier de Breteuil est marquis de Trésigny à Fontenay-en-Brie. Le château date du XVIIe siècle. Nous y trouvons les deux tours anciennes, les communs du XVIIe siècle, un escalier à rampe en fer forgé du XVIIe siècle, la grille d'entrée du XVIIIe siècle et le colombier.

### Son logement à Versailles
Au château de Versailles, pendant toute sa carrière différents appartements lui sont attribués 
- dans l’aile du gouvernement, au rez-de-chaussée, 4 pièces et 3 entresols, AG 2[13]
- dans l’aile du nord, dite aile neuve, AN 70, un assez beau logement, mais fort petit en 1725[14]
- dans l’aile des ministres, au rez-de-chaussée donnant sur la rue, ADM 5, 8 pièces et trois entresols[15]
- dans l’aile des ministres, au rez-de-chaussée donnant sur la cour, ADM 10, 7 pièces et deux entresols[16]
- premier étage de l’aile des ministres, au-dessus de ADM 5 et ADM 10[17]
- second étage de l’aile des ministres, 11 pièces et 11 entresols, logements donnés par le roi ADM 23[18]
- dans l’aile des ministres, au rez-de-chaussée donnant sur la cour, AGM 9, 8 pièces et 3 entresols, logements donnés par le roi[19]
- premier étage de l’aile des ministres, AGM 15, logement en très mauvais état, ne sera réparé qu’en 1748 à grands frais[20]
- second étage de l’aile des ministres, AGM 21, 12 pièces, logements donnés par le roi[21]
- second étage de l’aile des ministres, AGM 22[22]
- Le comble de l’aile des ministres, AGM 26[23].

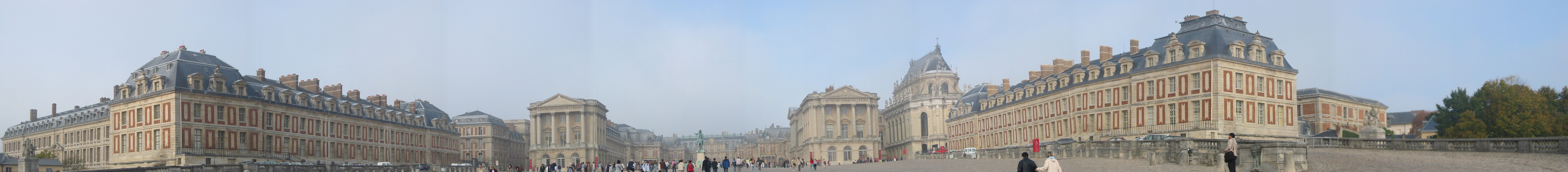
Le château de Versailles, au premier plan, sur la droite et sur la gauche les ailes des ministres

### Le cardinal de Fleury

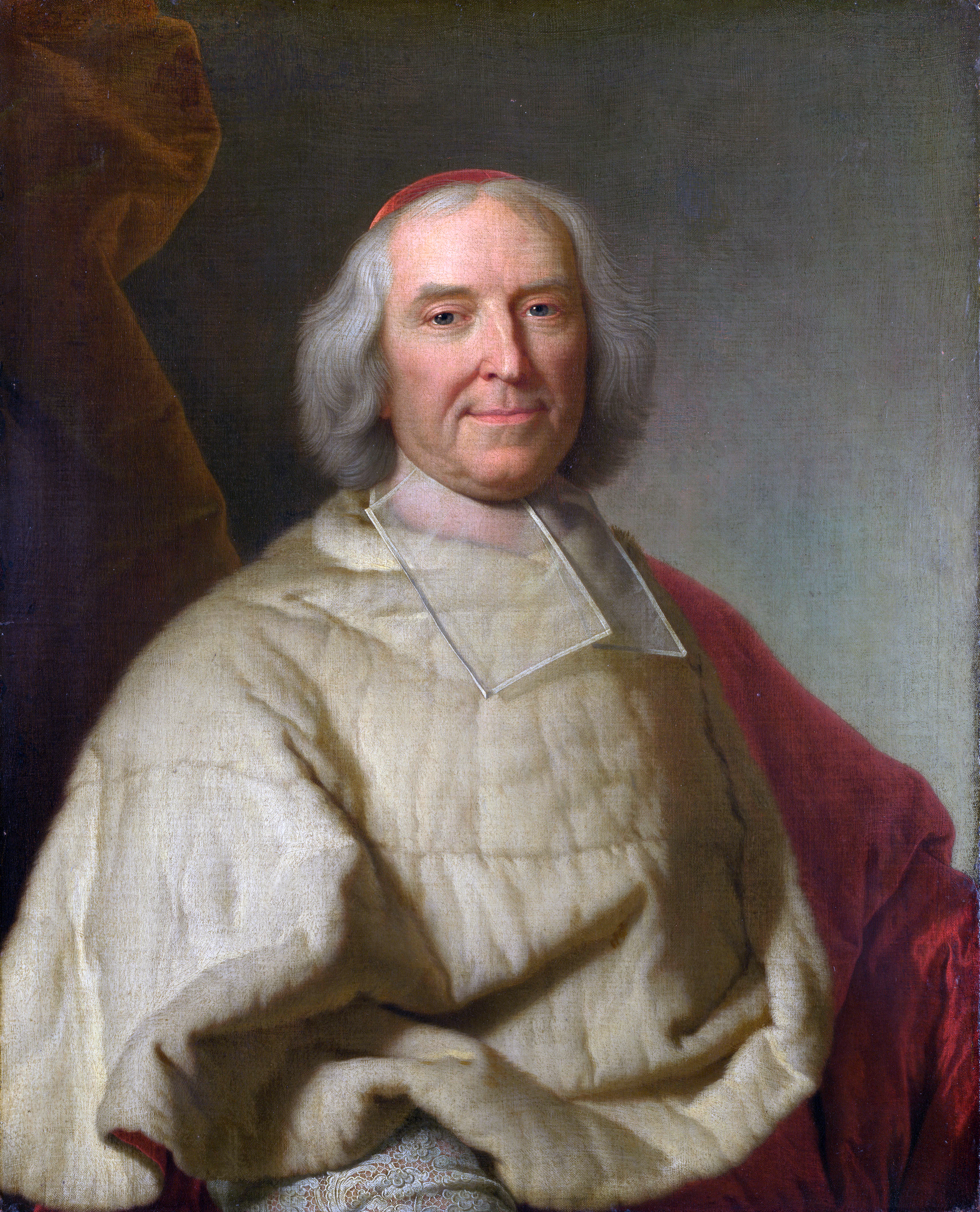
Le cardinal de Fleury

Lorsqu'en février 1740 le parti opposé à la Pragmatique sanction emporte la décision du roi contre Fleury, Le Tonnelier parvient à se faire nommer ministre de la guerre au moment où la France s'implique dans la guerre de Succession d'Autriche. Il doit toutefois attendre la mort de Nicolas-Prosper Bauyn d'Angervilliers, le 20 février 1740, pour être fait ministre d'État seulement le 3 mars de l'année suivante.
Ses relations avec le cardinal de Fleury ne sont pas si mauvaises que cela, car il meurt d'apoplexie à Issy le 7 janvier 1743 chez le cardinal de Fleury. Le vieil homme décède 22 jours plus tard le 29 janvier 1743, âgé de 89 ans. Breteuil n’en avait que 66. 
Le comte d'Argenson lui succède.

### Mariage et descendance
François-Victor Le Tonnelier de Breteuil se marie le 15 octobre 1714, au château d'Ennery avec Marie-Anne-Angélique Charpentier d'Ennery (1689-1760), fille de Jacques, seigneur d’Ennery. Ils ont plusieurs enfants, dont :
1. François-Victor Le Tonnelier de Breteuil, 3e marquis de Fontenay-Trésigny (25 août 1715 - 04 décembre 1771, Doullens), marié le 11 décembre 1768, avec Marie Louise Joséphine Lefèbvre de Milly (1748 - )
2. Marie Anne Julie Le Tonnelier de Breteuil (01 octobre 1716 - 13 février 1778, Paris), mariée le 05 juin 1741, Paris, avec Jules Charles Henri de Clermont-Tonnerre (06 avril 1720, Paris - 26 juillet 1794, Paris), dont : postérité
3. Gabrielle Louise Rosalie Le Tonnelier de Breteuil (28 août 1725 - 21 mai 1770), mariée (1°) en 01 août 1743, avec Charles Armand de Pons (06 juin 1892 - 21 mai 1770), mariée (2°) en 1771, avec Louis Armand Constantin de Rohan (18 avril 1731, Paris - 24 juillet 1794, Paris), dont : postérité (Marie-Antoinette-Rosalie, future femme de Paul-François de Quelen de La Vauguyon)
4. Florent Victor Le Tonnelier de Breteuil (25 novembre 1728 - )

### Hommages et postérité
L'avenue de Breteuil et la place de Breteuil, dans le 7e arrondissement de Paris, portent son nom.

### Sources et bibliographie
- William R. Newton, L'Espace du Roi : la Cour de France au Château de Versailles 1682-1789, Librairie Artheme Fayard, 1er décembre 1999, 588 p. (ISBN 978-2-213-60205-9)